# Phaseolus ovatus
Phaseolus ovatus är en musselart som beskrevs av Sequenza 1877. Phaseolus ovatus ingår i släktet Phaseolus och familjen Lametilidae. Inga underarter finns listade i Catalogue of Life.